# Jazz des Jeunes
Jazz des Jeunes fue un conjunto de música popular de Haití fundado en 1943.   Desarrolló un estilo fundamentado en la música de tradición  africana de ese país.

## Historia
Debido a que en Haití, la palabra jazz se utilizó como sinónimo de grupo musical, una traducción para Jazz de Jeunes sería la Banda de la Juventud.  Estuvo dirigido por el maestro Magloire St Aude.  
A mediados de los años cincuenta, cuando este grupo estaba en su apogeo de popularidad, surgió el Konpa dirèk como  alternativa musical. El konpa no fue visto de buena forma por la banda des Jeunes, que lo consideraba  como una imitación mala del merengue dominicano y un fenómeno pasajero.  Todo esto desarrolló una rivalidad entre De jeunes y  Nemours Jean Baptiste , fiel exponente del konpa dirèk.
Jazz des Jeunes basó su repertorio en ritmos de la herencia africana como yanvalou, ibo , petro y tonadas “ra-ra” .  El mantenimiento vivo de esas raíces musicales ha determinado  que este grupo sea respetado como guardián de la tradición musical haitiana.